# Ghosts (How Can I Move On)
Pour les articles homonymes, voir Ghosts.
Singles de Muse
You Make Me Feel Like It’s Halloween
(2022) Unravelling
(2025)
Ghosts (How Can I Move On) est le sixième extrait de Will of the People, neuvième album du groupe musical britannique Muse sorti le 25 novembre 2022. Il est le 48e single de la discographie du groupe. Il a été enregistré en 2021 au studio Abbey Road à Londres avec le reste de l'album.

## Parution
Le single sort le 25 novembre 2022. Une version en italien en duo avec Elisa Toffoli accompagne la sortie du single. Il s'agit de la première chanson interprété en duo avec le groupe, et dans une langue autre que l'anglais. Il s'agit également du premier single accompagné d'une face B depuis l'album The Resistance et Uprising avec le morceau Who Knows Who ? en 2009.
Deux semaines plus tard, une troisième version en français, en duo avec Mylène Farmer, sort dans la nuit du 8 au 9 décembre 2022. L'annonce est faite la veille,. Il s'agit de la seconde collaboration du groupe avec une artiste et la première en français. Le single français se classe premier des charts des singles français le lendemain de la sortie.

## Analyse

### Pochette
La pochette des deux singles représentent les danseurs de la vidéo en partie haute sur lequel se trouve le monogramme WOTP en filigrane puis le nom du morceau en partie basse ainsi que les noms des chanteuses en duo, Elisa d'une part et Mylène Farmer d'autre part.

### Thématiques
Ghosts est une chanson de rupture ou la perte d'un être cher, notamment pendant la pandémie de Covid-19. On peut supposer qu’il aimait cette être cher mais qu’il voulais aussi lui demander pardon.

### Sonorités
La chanson est entièrement jouée au piano et à la voix de Matthew Bellamy. Matthew Bellamy déclare que la chanson ne sera pas interprétée lors des concerts pour son ton grave et dur qu'il ne souhaite pas sur scène.
Dans la version italienne, la chanteuse Elisa chante le deuxième couplet en italien, puis à deux voix avec Matthew Bellamy sur la fin du morceau. De la même manière avec Mylène Farmer dans la version française.

## Vidéo
La vidéo originale met en scène, dans un décor minimaliste noir, deux personnes vêtues de noir et couvertes d'un masque dansant ensemble. Elle sort le 26 août 2022, jour de la sortie de l'album. La version italienne reprend les mêmes images en y ajoutant les paroles en anglais et en italien qui défilent.
La vidéo version française est identique à la version italienne, avec l'adaptation des paroles en français,,.

## Singles
Les versions alternatives sortent respectivement le 25 novembre puis le 9 décembre 2022.

### Version italienne
| 1.   | Ghosts (How Can I Move On) (feat. Elisa) | 3:37 |
| 2.   | Ghosts (How Can I Move On)               | 3:37 |
| 7:14 |                                          |      |

### Version française
| 1.   | Ghosts (How Can I Move On) (feat. Mylène Farmer) | 3:37 |
| 2.   | Ghosts (How Can I Move On)                       | 3:37 |
| 7:14 |                                                  |      |